# 鈴木三郎助 (4代目)
鈴木 三郎助（すずき さぶろうすけ、1922年8月24日 - 2012年1月25日）は、日本の実業家。味の素創業者二代目鈴木三郎助の孫で、同社会長や名誉会長、日本食品添加物協会会長等を歴任した。

## 人物・経歴
東京都港区出身。旧名鈴木重明。学習院高等科を経て、1946年東北大学法文学部卒業。1949年味の素入社。1961年取締役に昇格。1965年常務取締役。1969年専務取締役。1973年取締役副社長、日本油脂協会会長。1974年紺綬褒章受章。1975年取締役会長。1982年日本食品添加物協会会長。1988年レジオン・ドヌール勲章受章、全日本広告連盟理事長、日本宣伝クラブ理事長。1989年東京広告協会理事長。
1995年にはゴルフ場計画の失敗の責任を取り、取締役名誉会長に退いていたが、やがて稲森俊介社長から社内の指揮系統の混乱をさせないため、今後経営会議に出席しないように要請されるなど、経営陣との対立が先鋭化するようになる。1997年には総会屋への利益供与事件の発覚の責任をとり辞任した稲森社長に刺し違えられるかたちで、相談役名誉会長に退いた。